# María Roldán Castros
María Roldán Castros (Madrid 8 de gener de 1912- Mexico DF, 11 d'octubre de 2003), va ser una de les primeres dones veterinàries, biòlogues i professores espanyoles.
Professora de l'Instituto-Escuela, a l'acabar la Guerra Civil espanyola, va haver d'exiliar-se a Mèxic. Allí va arribar a ser Cap del Departament de Recerca i Producció Biològiques del l'Instituto Nacional de Investigaciones Pecuarias, dins la Secretaria de Agricultura y Ganaderia de México. Va haver de nacionalitzar-se per poder accedir a una ocupació pública. Casada amb Sigfredo Ordón, també veterinari, fill de Félix Gordón Ordás, també veterinari i President del Govern de la República Espanyola en l'exili durant el període 1951 a 1960.

## Biografia
María Roldán Castros o "Maruja", nom amb el qual era coneguda, va néixer el 1912, dos anys després que es publiqués l'ordre ministerial de 1910 que va reconèixer a Espanya el dret de les dones a accedir a la Universitat, sense les restriccions legals administratives existents fins llavors. María va cursar els seus estudis de batxillerat a l'Instituto Cisneros, amb la seva germana i tres amigues, Ángela Aguirre Aramenda, Luz Zalduegui Gabilondo i Filomena Agustina Gómez Díaz.
El pare de María i de Paquita, administratiu de l'escorxador de Legazpi (Madrid), estava convençut que la carrera de Veterinària, d'acord amb els nous plans d'estudis, tenia un camp que era més idoni per a les dones, per la qual cosa va influir en María i la seva germana perquè triessin aquesta professió. María va transmetre el seu entusiasme a les seves tres amigues que, després d'examinar-se de revàlida el 1930, van decidir totes elles ser veterinàries. D'aquesta forma, María i les seves tres amigues van passar a ser les primeres alumnes de la Escuela de Veterinaria de Madrid, el curs de 1930.
Luz va acabar la carrera el 1936. María, que s'havia matriculat en Veterinària i en Ciències Biològiques, va acabar totes dues carreres el 1937, un any després que Luz acabés la de Veterinària. Per aquesta raó, Luz es va convertir en la tercera dona d'Espanya i primera de Madrid que cursava els estudis oficials de veterinària.
María va ser alumna de l'Instituto-Escuela i després en va ser professora. Afiliada a l'associació estudiants Turró, va ser escollida sots-secretària de la junta directiva. María Roldán va assistir a cursos organitzats en el marc de la Junta d'Ampliació d'Estudis, per haver acreditat tenir prou preparació per realitzar les pràctiques. El 1934 va ser admesa com a sòcia a la Real Sociedad de Historia Natural.
María va contreure matrimoni amb Sigfredo Ordón, veterinari i fill de Félix Gordón Ordás, veterinari també i President del Govern republicà en l'exili durant el període 1951 a 1960.

## Exili
María Roldán va ser una de les professores de la Segona República espanyola que van accedir a la formació universitària i a la de la Institución Libre de Enseñanza i que, després de la guerra, van haver d'exiliar-se. María va embarcar al costat del seu marit, la seva germana Paquita, el seu germà Fernando i la seva cunyada. Van viatjar a bord del Sinaia i van arribar a Veracruz al juny de 1939. Treballà com a professora de natació fins que li van ser convalidats els títols de Veterinària i Biologia expedits a Espanya. Una vegada convalidats, va poder accedir a ocupacions més adequades a la seva formació. Així, com a biòloga va passar a la Dirección General de Defensa Agrícola. Va ser cap del departament de recerca i producció biològiques del Instituto Nacional de Investigaciones Pecuarias dins la Secretaria de Agricultura y Ganaderia de Mèxic. Va haver de nacionalitzar-se per poder accedir a una ocupació pública. Moriria a Mèxic DF l'11 d'octubre de 2003.
Els veterinaris espanyols exiliats a Mèxic van exercir un paper força destacat, com el seu màxim representant, Félix Gordón Ordás. El paper de les veterinàries exiliades, com María Roldán, cal encara fer-lo mes explicit.